# Y học thay thế
Y học thay thế, điều trị thay thế hoặc liệu pháp thay thế là việc khuyến khích hoặc sử dụng các thực hành y học chưa được chứng minh, không được chứng minh, không thể chứng minh hoặc có hại quá mức liên quan đến tác dụng của chúng  trong nỗ lực đạt được hiệu quả chữa bệnh của thuốc. Nó khác với y học thực nghiệm ở chỗ y học thực nghiệm sử dụng thử nghiệm lâm sàng và bị loại bỏ khi không hiệu quả. Sự đồng thuận khoa học cho rằng các liệu pháp thay thế này hoặc không thể chữa bệnh. Trong một số trường hợp, luật tự nhiên bị vi phạm bởi các tuyên bố cơ bản của chúng; ở những trường hợp khác, việc điều trị tồi tệ hơn nhiều đến mức việc sử dụng chúng là phi đạo đức. Các thực hành, sản phẩm và liệu pháp thay thế khác nhau, từ những phương pháp đơn giản là không hiệu quả đến những người đã biết tác dụng có hại và độc hại.
Các liệu pháp thay thế có thể được ghi nhận để cải thiện nhận thức thông qua các hiệu ứng giả dược, giảm sử dụng hoặc hiệu quả điều trị y tế (và do đó giảm tác dụng phụ hoặc tác dụng của nocebo đối với điều trị tiêu chuẩn), hoặc quá trình tự nhiên của tình trạng hoặc bệnh. Điều trị thay thế không giống như nghiên cứu y học hoặc y học cổ truyền, mặc dù cả hai đều có thể bị lạm dụng theo những cách thay thế. Điều trị thay thế hoặc bổ sung là nguy hiểm vì nó có thể khiến mọi người không được điều trị tốt nhất có thể, và có thể dẫn đến sự hiểu biết sai lệch về cơ thể và khoa học.
Điều trị thay thế được một số lượng đáng kể người sử dụng, mặc dù mức độ phổ biến của nó thường được cường điệu hóa. Một lượng lớn tài trợ dành cho việc thử nghiệm thuốc thay thế với hơn 2,5 tỷ đô la Mỹ lấy từ chỉ tính riêng chính phủ Hoa Kỳ. Không ai cho thấy bất kỳ tác dụng nào ngoài việc điều trị sai và hầu hết các nghiên cứu cho thấy bất kỳ ảnh hưởng nào đều là sán thống kê. Thuốc thay thế là một ngành có lợi nhuận cao, với vận động hành lang mạnh mẽ. Thực tế này thường bị bỏ qua bởi các phương tiện truyền thông hoặc cố tình giấu kín, với thực tiễn thay thế được mô tả tích cực khi so sánh với các "dược phẩm lớn". Việc vận động hành lang đã thúc đẩy thành công các phương pháp điều trị thay thế phải chịu sự điều tiết ít hơn nhiều so với các loại điều trị thông thường. Các liệu pháp thay thế thậm chí có thể được phép thúc đẩy sử dụng khi nó không có tác dụng, mà chỉ có truyền thống sử dụng lâu đời. Quy định và cấp phép của các nhà cung cấp thuốc và chăm sóc sức khỏe thay thế khác nhau giữa và trong các quốc gia. Bất chấp luật pháp làm cho nó bất hợp pháp để tiếp thị hoặc thúc đẩy các liệu pháp thay thế để sử dụng trong điều trị ung thư, nhiều học viên quảng bá chúng. Y học thay thế bị chỉ trích vì lợi dụng những thành viên yếu nhất trong xã hội.
Thuật ngữ đã thay đổi theo thời gian, phản ánh thương hiệu ưa thích của các học viên. Ví dụ, Viện Y tế Quốc gia Hoa Kỳ nghiên cứu về thuốc thay thế, hiện được đặt tên là Trung tâm Sức khỏe Bổ sung và Tích hợp Quốc gia, được thành lập là Văn phòng Y học Thay thế và được đổi tên thành Trung tâm Y học Bổ sung và Thay thế trước khi có được tên hiện tại. Các liệu pháp thường được đóng khung là "tự nhiên" hoặc "toàn diện", đối lập rõ ràng với y học thông thường là "nhân tạo" và "hẹp trong phạm vi", những tuyên bố cố tình gây hiểu lầm. Khi được sử dụng cùng với điều trị y tế chức năng, các liệu pháp thay thế không "bổ sung" (cải thiện hiệu quả hoặc giảm thiểu tác dụng phụ của) điều trị. Tương tác thuốc đáng kể gây ra bởi các liệu pháp thay thế có thể tác động tiêu cực đến điều trị chức năng bằng cách làm cho thuốc theo toa kém hiệu quả, chẳng hạn như can thiệp bằng các chế phẩm thảo dược với warfarin.
Chẩn đoán thay thế và điều trị thay thế không phải là một phần của y học, hoặc các chương trình giảng dạy dựa trên khoa học trong các trường y, cũng không được sử dụng trong bất kỳ thực hành nào dựa trên kiến thức hoặc kinh nghiệm khoa học. Các liệu pháp thay thế thường dựa trên niềm tin tôn giáo, truyền thống, mê tín, niềm tin vào năng lượng siêu nhiên, giả khoa học, sai sót trong lý luận, tuyên truyền, lừa đảo hoặc dối trá. Thuốc thay thế được dựa trên báo cáo sai lệch, thủ đoạn, giả khoa học, antiscience, gian lận, và phương pháp khoa học sai lầm. Thúc đẩy y học thay thế được coi là nguy hiểm và phi đạo đức. Thử nghiệm thuốc thay thế không có cơ sở khoa học được coi là lãng phí tài nguyên nghiên cứu hiếm có. Các nhà phê bình nói rằng "thực sự không có thứ gọi là điều trị thay thế, chỉ là điều trị có tác dụng và điều trị không có tác dụng", rằng chính ý tưởng về phương pháp điều trị "thay thế" là nghịch lý, vì bất kỳ phương pháp điều trị nào được chứng minh là có hiệu quả thì đều là "điều trị" tốt cả.